# Okręty podwodne typu Benjamin Franklin
Okręty podwodne typu Benjamin Franklin – typ amerykańskich atomowych okrętów podwodnych, nosicieli pocisków balistycznych klasy SLBM, po wejściu natomiast do służby w US Navy okrętów typu Ohio (Trident SSBN), zmodyfikowanych do prowadzenia operacji specjalnych. Pierwszym okrętem tego typu, był wprowadzony do służby 22 października 1965 r. USS Benjamin Franklin (SSBN-640). Oznaczenie numeryczne typu to 640.

## Budowa
Okręty typu Benjamin Franklin SSBN-640 stanowiły rozwinięcie okrętów typu Lafayette. Posiadając bardzo podobną konstrukcje, były znacznie cichsze od swoich poprzedników, stąd zdecydowano, że stanowić będą odrębny typ jednostek. Pierwotnie zaplanowane 16 jednostek tego typu, przeznaczone były do przenoszenia szesnastu strategicznych pocisków balistycznych SLBM UGM-73 Poseidon oraz UGM-27 Polaris. Już przed wejściem jednak do służby pierwszego okrętu tego typu, zrezygnowano z budowy ostatnich czterech z listy zamówionych już jednostek, stąd też ostatnim, dwunastym okrętem był zbudowany w stoczni Electric Boat – USS Will Rogers (SSBN-659).

## Historia
W związku z gwałtownym rozwojem programu ULMC (Undersea Long-range Missile System) prowadzącego do wprowadzenia do służby nowych pocisków SLBM UGM-93A Trident I C-4 oraz opóźnieniami programu TRIDENT SSBN (konstruowanego pod kątem możliwości ich przenoszenia, nowoczesnego okrętu podwodnego kolejnej generacji), w 1976 r. zdecydowano się na modyfikację dziesiątego okrętu typu 640 – USS Francis Scott Key (SSBN-657) i kolejnych, pod kątem umożliwienia im przenoszenia nowych pocisków.
W lipcu 1992 roku, trzecia jednostka tego typu – USS Kamehameha (SSBN-642) zakończyła swoją służbę w ramach amerykańskiej triady nuklearnej, i po polegającej na zamontowaniu w miejsce opróżnionych wyrzutni pocisków balistycznych suchej śluzy (Dry Deck Shelter) stał się pierwszym amerykańskim okrętem służącym do prowadzenia operacji specjalnych (SEAL-Mission Capable Attack Submarine). Podobny los spotkał wkrótce także szósty okręt tej serii – USS James K. Polk (SSN-645), który po trwającej dziewiętnaście miesięcy przeróbce w stoczni Newport News Shipbuilding także zaczął pełnić służbę w misjach typu SEAL. Dzięki tym modyfikacjom, obydwa okręty stały się najdłużej pozostającymi w służbie okrętami tego typu, wykreślonymi ze stanu floty dopiero w latach odpowiednio: 2002 i 1999. Pozostałe okręty, począwszy od USS Lewis and Clark (SSBN-644), sukcesywnie wycofano ze służby w okresie pomiędzy 1 sierpnia 1992 a 24 lutego 1995 (USS Simon Bolivar (SSBN-641))

## Lista okrętów typu 640
| Jednostka                                 | Stocznia      | Port macierzysty | Przyjęty do służby   | Wykreślony ze służby |
| ----------------------------------------- | ------------- | ---------------- | -------------------- | -------------------- |
| USS „Benjamin Franklin” (SSBN-640)        | Electric Boat | Norfolk          | 22 października 1965 | 23 listopada 1993    |
| USS „Simon Bolivar” (SSBN-641)            | Newport News  | Portsmouth       | 29 października 1965 | 24 lutego 1995       |
| USS „Kamehameha” (SSBN-642)               | Electric Boat | Pearl Harbor     | 10 grudnia 1965      | SSN styczeń 1992     |
| USS „George Bancroft” (SSBN-643)          | Electric Boat | Charleston       | 22 stycznia 1966     | 21 września 1993     |
| USS „Lewis and Clark” (SSBN-644)          | Newport News  | Charleston       | 22 grudnia 1965      | 1 sierpnia 1992      |
| USS „James K Polk” (SSBN-645)             | Electric Boat | Norfolk          | 16 kwietnia 1966     | 8 stycznia 1999      |
| USS „George C. Marshall” (SSBN-654)       | Newport News  | New London       | 29 kwietnia 1966     | 24 września 1992     |
| USS „Henry L. Stimson” (SSBN-655)         | Electric Boat | Charleston       | 20 sierpnia 1966     | 5 maja 1993          |
| USS „George Washington Carver” (SSBN-656) | Newport News  | New London       | 15 stycznia 1966     | 18 marca 1993        |
| USS „Francis Scott Key” (SSBN-657)        | Electric Boat | Charleston       | 3 grudnia 1966       | 2 września 1993      |
| USS „Mariano G. Vallejo” (SSBN-658)       | Mare Island   | Charleston       | 16 grudnia 1965      | 9 marca 1995         |
| USS „Will Rogers” (SSBN-659)              | Electric Boat | New London       | 1 kwietnia 1967      | 12 kwietnia 1993     |